# Plateforme des victimes du crédit hypothécaire

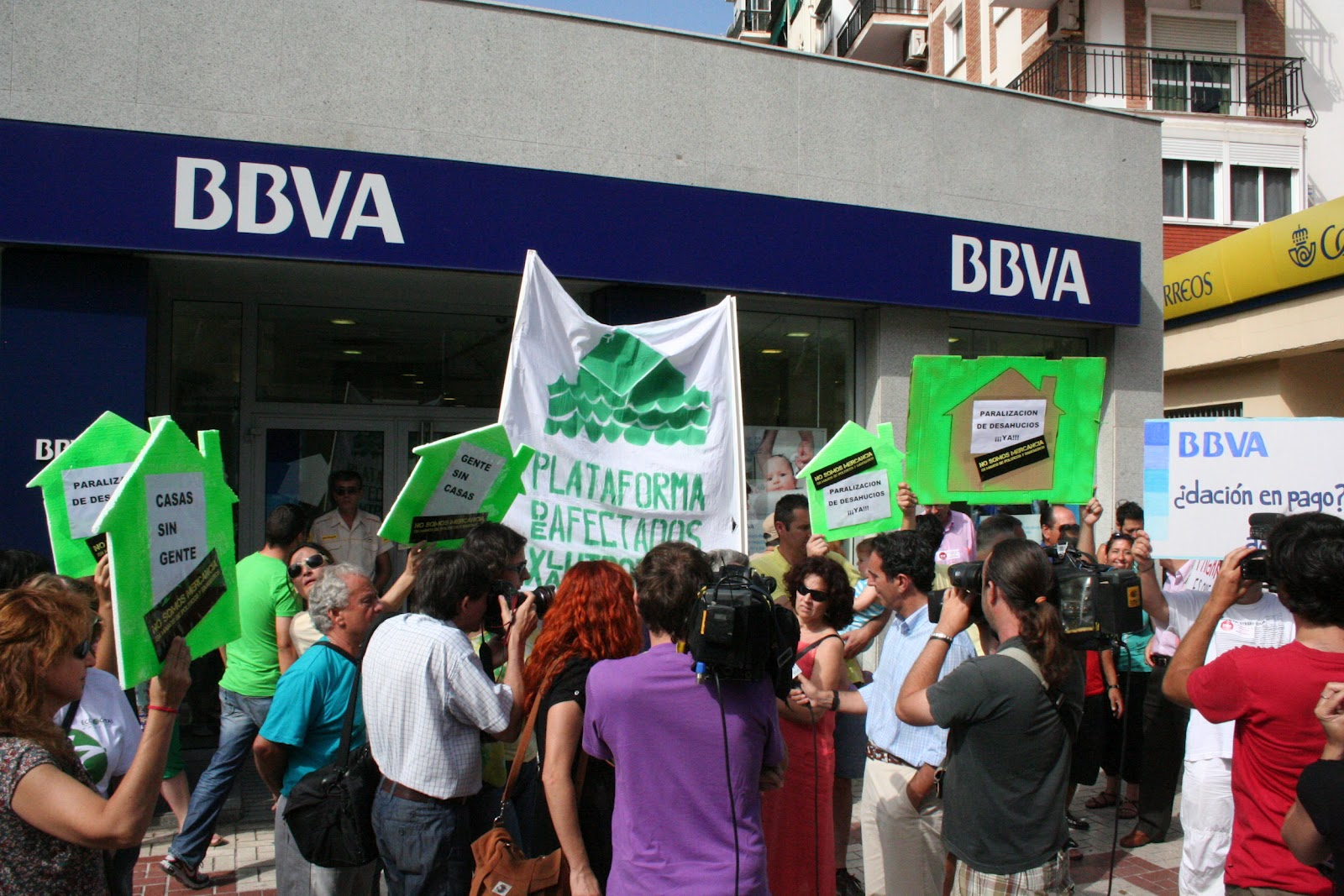
Protestation devant une succursale de la banque BBVA à Málaga en faveur de la dation en paiement de l'hypothèque d'une famille, le 7 juin 2012.

La Plateforme des victimes du crédit hypothécaire, aussi appelée PAH (de l'espagnol Plataforma de Afectados por la Hipoteca), est une association espagnole militant pour le droit au logement, fondée en février 2009 à Barcelone et active dans toute l'Espagne. Sa création prend place dans le cadre de la crise immobilière espagnole de 2008-2013, conséquence de l'éclatement de la bulle immobilière du pays, et des mouvements protestataires ultérieurs de 2011-2012.
La PAH met en relation des personnes ayant des difficultés à rembourser le crédit hypothécaire de leur logement ou qui se trouvent pris dans un processus d'exécution du droit hypothécaire, et donc d'expulsion, avec d'autres personnes, solidaires et connaissant cette problématique. Elle se définit comme "un groupe de personnes apartisan qui a décidé de créer cette association [...] devant le constat que le cadre légal actuel est conçu pour garantir aux banques le recouvrement des dettes, tout en laissant sans protection les personnes dont les logements sont hypothéqués, et qui parce qu'ils sont au chômage ou parce que les taux ont augmenté, se retrouvent dans l'impossibilité de faire face à leurs mensualités".
La PAH se définit également comme un mouvement horizontal et non violent. Ses membres se réunissent de façon parlementaire pour exposer les divers cas des personnes affectées, et discuter du conseil et de l'aide à apporter pour fournir un soutien aussi bien pratique qu'émotionnel. 
La PAH est inscrite au Registre national des associations du ministère de l'Intérieur, depuis le 18 mai 2011. Son siège social se trouve au 521 rue de Corse, à Barcelone.

## Contexte
Entre 1996 et 2006, le prix du logement en Espagne a subi une hausse d'environ 180 %,,, très supérieure à la hausse des salaires sur la même période, ce qui a amené les citoyens espagnols à dépenser une grande part de leur revenu dans l'achat d'un appartement.
La montée des prix trouve son origine dans la bulle immobilière, laquelle est causée par différents facteurs comme la pénurie de logement en location (85 % des logements sont destinés à la propriété, alors que ce taux est de 61 % pour le reste de l'Europe), et comme l'existence de trois millions de maisons vides, soit 20 % du total.
Malgré ceci l'Espagne reste un des pays de l'Europe où le taux de location est le plus bas, ce qui s'explique par une politique fiscale favorisant l'achat.
Depuis la crise économique de 2008-2012 l'augmentation du taux de chômage a dépassé les 20 % en Espagne, ce qui a placé des milliers de familles dans l'impossibilité de rembourser leur crédit hypothécaire. Depuis 2007, 350 000 familles se sont retrouvées sans logement, après avoir été expulsées de celui-ci, saisi par la banque en conséquence du non remboursement du crédit. Les logements saisis sont ensuite vendus aux enchères, mais parfois à un prix inférieur à celui évalué pour le crédit hypothécaire contracté par les précédents propriétaires. Dans ce cas, la banque a le droit de leur réclamer la différence, s'estimant insuffisamment remboursée par la vente du logement.

## Campagnes

### Stop expulsions
La plateforme mène des actions de désobéissance civile et de résistance passive face aux exécutions et notifications de d'expulsion en réalisant des attroupements devant les portes des logements concernés en empêchant le passage des agents judiciaires. Cette campagne a commencé en novembre 2010, en juillet 2014 elle avait déjà permis d'arrêter 1135 expulsions, selon la PAH.

### Dation en paiement
En juin 2010, la PAH et l'Observatoire DESC ont transmis au Congrès une proposition de modification de loi qui a été rejetée par le PP et le PSOE. Cependant, cette idée a été ralliée par d'autres collectifs sociaux et des organisations syndicales ce qui a permis à une ILP de rassembler suffisamment de signatures pour porter de nouveau la proposition de la PAH devant le Congrès des députés.
À la non reconnaissance légale de la dation en paiement il faut ajouter le fait que les ventes aux enchères se font à 50 % de la valeur de taxation, ce qui favorise les banques. En mai 2013 les banques continuaient à s'attribuer des logements par des ventes aux enchères à 50 %, en utilisant leurs filiales immobilières. Le prix pour lequel s'estime un logement lorsqu'une banque le met aux enchères est décisif pour établir la dette envers cette banque lorsque la dation en paiement ne s'applique pas. Malgré les modifications faites par le gouvernement de José Luis Rodríguez Zapatero, qui a augmenté ce pourcentage de 50 % à 60 %, puis celles du gouvernement de Mariano Rajoy, qui l'a augmenté de 60 % à 70 %, les banques, en utilisant leurs propres filiales immobilières, s'attribuent toujours les résidences principales à 50 % de leur valeur de taxation grâce à l'intermédiaire que sont leurs filiales immobilières. L'article 670.4 de la loi de procédure civile permet ce type de montage qui laisse sans effets les modifications législatives.

### Œuvre sociale de la PAH
Devant le flot croissant d'expulsés la plateforme propose une campagne qui vise l'appropriation citoyenne des logements vides aux mains des sociétés financières et qui sont le fruit d'exécutions hypothécaires. Quand les manifestations citoyennes de stop expulsions ne réussissent pas à paralyser celles-ci, la PAH couvre les familles et leur permet d'occuper les logements desquels elles ont été évacuées. Cette campagne a un triple objectif :
1. Récupérer la fonction sociale d'un logement vide pour garantir que la famille ne reste pas dans la rue.
2. Accentuer la pression sur les sociétés financières pour qu'acceptent la dation en paiement.
3. Forcer les administrations publiques pour qu'elles adoptent les mesures nécessaires pour garantir le droit à un logement[16].

Le titre de cette campagne est une parodie de l’œuvre sociale La Caixa, une des principales entités à l'origine de cette situation.

### Mobilisations du 25-S
Le 25 septembre 2011, la PAH organise une mobilisation nationale dans 41 villes d'Espagne. Des milliers de personnes y réclament un changement normatif pour freiner le flot d'expulsés causé par la crise économique et permettre la dation en paiement rétroactive, en défense du droit constitutionnel à un logement digne.

### Initiative législative populaire

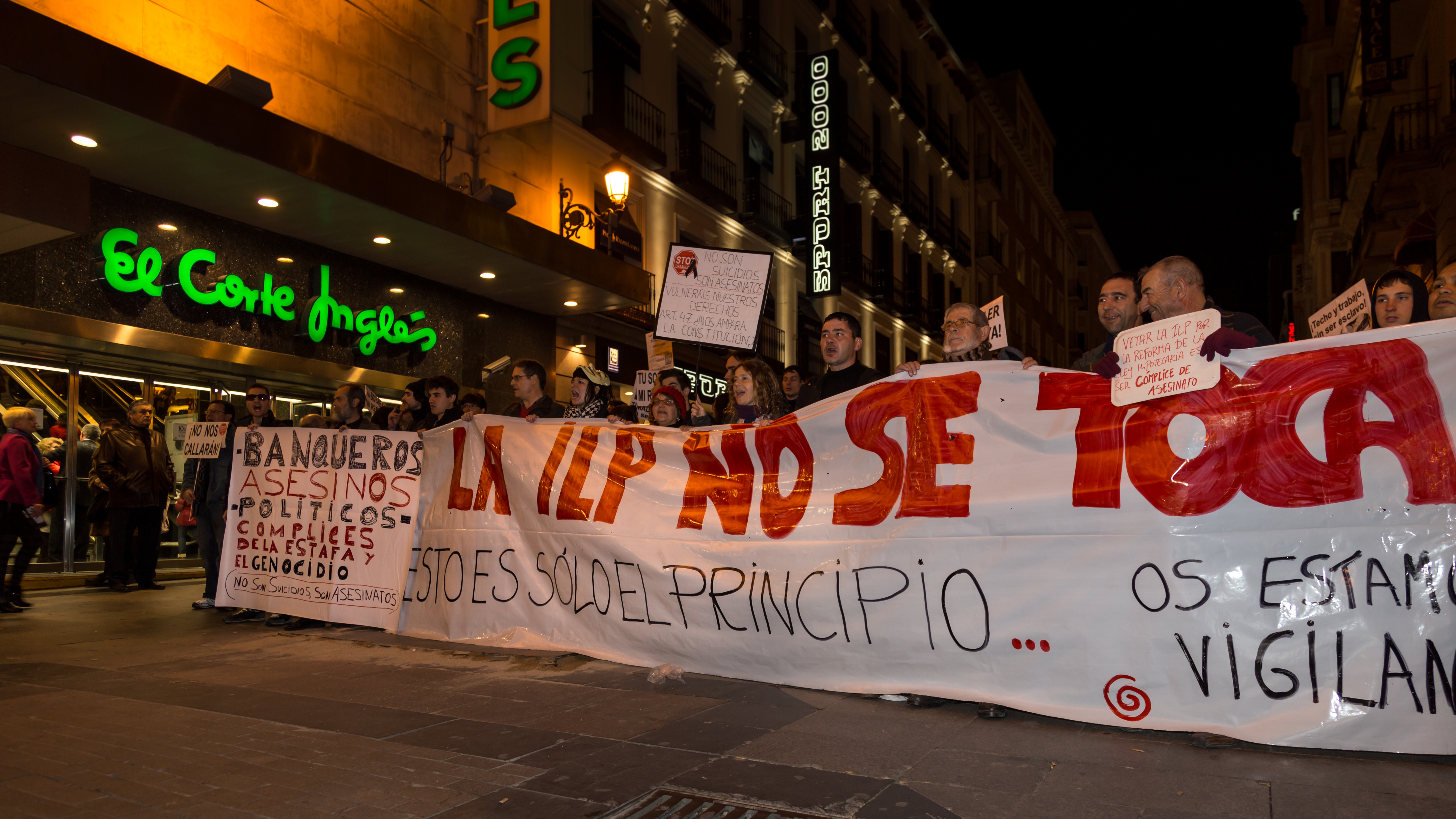
On ne touche pas à l'ILP, est le slogan utilisé lors de la manifestation du 16 février 2013 à Madrid.

Le 30 mars 2011, la PAH, l'Observatoire DESC ainsi que d'autres établissements sociaux et organisations syndicales (UGT, CCOO, UCC...) commencent à étudier le texte de l'initiative législative populaire (ILP) afin de faire en sorte que la dation en paiement puisse avoir des effets rétroactifs. Postérieurement, le texte a vu sa portée élargie, incluant les demandes de moratoire immédiat des expulsions et reconversion des hypothèques en logements sociaux, comme mesures minimums destinées à garantir le droit au logement des personnes affectées par des exécutions hypothécaires.
Entre mars et septembre 2011 la Table du Congrès (formée du PSOE, du PSC, du PP, de CiU, et du PNV) bloque l'ILP pour diverses raisons. Bien qu'étant autorisée en septembre, la Junte Électorale Centrale n'a autorisé le recueil des signatures que le 18 avril 2012, empêchant celui-ci de commencer avant les élections générales de 2011.
1 402 845 signatures sont remises au Congrès le 5 février 2013. Les organisateurs convoquent une manifestation le 16 février et réalisent un escrache virtuel. Le 12 février, l'ILP est admise pour examen avec 333 votes pour et une abstention. Pour la PAH le changement de position du Parti Populaire est dû à la pression populaire,. L'avertissement de réaliser des escraches réels est maintenu en cas de refus de l'ILP ,.
Pendant quelques semaines les manifestations sous la forme d'escraches devant des habitations de membres du Parti Populaire ont été courantes. Pourtant, le gouvernement et divers médias entreprennent une campagne de discrédit de ces escraches, ce qui affecte le soutien populaire de ces manifestations.
Le 2 avril 2013 le porte-parole du groupe parlementaire du parti populaire annonce que l'Initiative Législative Populaire sur les expulsions allait être fusionnée avec la loi qu'avait présenté le gouvernement et qu'elle ne traiterait pas de la dation en paiement, alors que c'était précisément la principale proposition de cette ILP. Le porte-parole en profite alors pour dénoncer les escraches auxquels étaient soumis divers députés et dirigeants du parti de la de membres des organisations anti-expulsions.
Le 14 mars 2013 la Cour de justice de l'Union européenne estima que la loi de procédure civile du 7 janvier qui règle les procédures d'exécution hypothécaire, ne garantit pas aux citoyens une protection suffisante face aux clauses abusives et affaiblit la réglementation communautaire, notamment la directive 93/13/CEE du Conseil du 5 avril 1993 relative à la protection des consommateurs (en). Cette sentence est dictée en réponse à une question présentée par le tribunal de commerce de Barcelone, et en particulier par le juge José María Fernández Seijo, à la demande de Dionisio Brun, l'avocat de la défense dans le cas Mohamed Aziz, devant l'impossibilité légale de paralyser une expulsion. Selon la sentence de la Cour de justice de l'Union européenne, les procédures d'exécution hypothécaire pourraient être paralysées par le juge, en application de la législation communautaire,. 
Cette sentence ne se prononce cependant pas expressément sur certaines des demandes de la PAH figurant dans l'Initiative Législative Populaire pour le logement digne, en particulier celles sur la question de la dation en paiement ou la paralysie des expulsions. Pour le juge José María Fernández Seijo la sentence modifie les règles du jeu de la loi espagnole sur l'exécution hypothécaire, puisqu'elle permet aux juges de pouvoir paralyser ces expulsions.

## Distinctions
- 2012 - Prix Catalan 2012 à la meilleure initiative solidaire. Le discours de la porte-parole de la PAH, Ada Colau, n'a pas été retransmis à la télévision sur la chaîne catalane TV3 qui a émis à la place le gala en faux direct, ce qui a été qualifié de censure[34].
- 2012 - Prix National des Prix des Droits Humains 2012 de l'Association pro droits humains d'Espagne[35].
- 2013 - Prix du Citoyen Européen décerné par le Parlement Européen[36].
- 2014 - IIIe Prix de l'État du Travail Social[37].
- 2014 - Prix EtnoSur2mil14 attribué par le festival Rencontres Ethniques de la Sierra Sud.